# Ján Chryzostom Korec
 (octobre 2015).
Si vous disposez d'ouvrages ou d'articles de référence ou si vous connaissez des sites web de qualité traitant du thème abordé ici, merci de compléter l'article en donnant les références utiles à sa vérifiabilité et en les liant à la section « Notes et références ».
Ján Chryzostom Korec, né le 22 janvier 1924 à Bošany (Slovaquie) et mort le 24 octobre 2015, est un prélat jésuite slovaque, ordonné évêque clandestinement en 1951, tout en travaillant comme ouvrier dans un laboratoire chimique.  Il reçoit le diocèse de Nitra en 1990, et est fait cardinal en 1991.

## Biographie

### Jeunesse et formation
Né dans une famille de travailleurs pauvres, Jan entre dans la Compagnie de Jésus le 14 septembre 1939. Ses années de formation religieuse et sacerdotale coïncident avec la prise de pouvoir par les communistes (février 1948). En Tchécoslovaquie tout ce qui est œuvre catholique (journaux, écoles, organisations) est progressivement fermé ou interdit. Les chrétiens qui s’affichent tels sont exclus de l’administration et de l’enseignement.

### Prêtre
Dans la nuit du 13 au 14 avril 1950, les monastères et maisons religieuses sont envahis par la police, et leurs occupants expulsés. Ainsi en est-il également, à Trnava, pour l’étudiant en théologie Jan Korec. Après quelques mois en prison il est relâché et invité à trouver une occupation professionnelle. Tout en travaillant dans un laboratoire de chimie, il continue clandestinement ses études et est ordonné prêtre le 1er octobre 1950, 
La présence des jésuites est désormais interdite en Tchécoslovaquie ; une forte répression est menée contre les évêques, prêtres, religieux et religieuses. Les évêques sont tous en prison ou en résidence surveillée.

### Évêque clandestin
Sous prétexte d’examen médical l’évêque de Roznava, Robert Pobozny, échappe à la surveillance de ses gardiens et parvient à consacrer comme évêque le jésuite Pavel Hnilica (2 janvier 1951).  Dans son zèle à visiter et encourager les communautés chrétiennes clandestines Hnilica attire bientôt l’attention de la police. Il lui est conseillé - tant qu’il est encore libre - de consacrer un autre évêque. Le choix se porte sur le jeune prêtre Jan Chryzostom Korec. 
D’abord très réticent celui-ci accepte dans un esprit d'obéissance et de service à l'Église cette charge très risquée. La nuit du 24 août 1951, au cours d’une cérémonie simple et brève dans une pièce obscure et fermée à clef, Korec est consacré évêque par Pavel Hnilica. Il a 27 ans, et est le plus jeune évêque de l’Église, avec une des charges les plus dangereuses…
Évêque d’une église des catacombes, Korec est prudent et attentif. Pour l’état civil il est travailleur en usine « construisant une société socialiste juste et nouvelle ». Sa fidélité politique est régulièrement contrôlée car la police sait qu’il est ‘ancien’ jésuite. Sur le lieu de son travail il est progressivement déchu : d’assistant de laboratoire à travailleur manuel, et finalement gardien de nuit dans une usine chimique.  
Parallèlement (et clandestinement) il prend contact avec d’anciens séminaristes. Pour eux il organise durant son temps libre un programme d’études personnelles de théologie, les préparant au sacerdoce et à un travail pastoral clandestin. Il ordonne prêtre plusieurs d’entre eux.

### En prison
Sa vraie identité est découverte en 1959. Il est  arrêté, jugé et condamné, en avril 1960, à 12 ans de travaux forcés pour trahison (à cause de ses contacts avec le monde capitaliste) et pour avoir ordonné des prêtres. Il contracte la tuberculose en prison où par ailleurs il continue son ministère sacerdotal dans la mesure du possible.
De prison il écrit à la Cour qui l’avait condamné : « Je ne peux admettre cette condamnation, puisqu’elle est une violation flagrante de la loi, de la Constitution et des droits civils. Je ne nie pas certaines actions. Mais j’insiste que, définitivement, elle n’étaient pas illégales et ne pouvaient en aucune manière être qualifiées de trahison. Personne n’a pu prendre au sérieux l’accusation d’association avec les capitalistes et les propriétaires. J’ai grandi dans une famille pauvre. Mon père était un invalide de guerre qui a passé cinquante années de sa vie comme ouvrier d’une tannerie (…) Par ailleurs ce n’est pas sans une certaine fierté que j’accepte l’accusation de fidélité au pape. Mais je maintiens que je n’ai besoin de la permission de personne pour cette fidélité ; c’est là un de mes droits civils de base (…) Dans mon appel je ne demande ni pitié ni faveur. Je demande la justice, la vérité et le respect de la loi ». Cet appel reste sans réponse.

### Printemps de Prague et conséquences
La Tchécoslovaquie connait une courte période de liberté politique en 1968 : le printemps de Prague. Avec d’autres prisonniers politiques, Korec est libéré et « réhabilité ». Cette réhabilitation est cependant partielle, car il ne lui est toujours pas permis d’exercer son ministère sacerdotal et épiscopal. Son état de santé laisse à désirer et il doit faire un séjour à l’hôpital. Quand il en sort, il travaille comme balayeur de rue.
En 1969, il se rend à Rome où il est reçu par le pape Paul VI. Rencontre émouvante : Paul VI embrasse cet évêque-travailleur-prisonnier et lui offre sa propre croix pectorale. À son retour en Tchécoslovaquie, Korec doit reprendre - pour survivre - son travail comme ouvrier : il est magasinier dans la même usine chimique que précédemment. Il reste très surveillé.
En 1974, sa réhabilitation est annulée et il retourne poursuivre sa peine en prison avant d'être à nouveau libéré quatre ans plus tard (en 1978) à cause de son état de santé. Il arrive à l’âge de la pension comme « liftier » ; officiellement il est « travailleur à la retraite ». Il a un grand prestige dans son pays. Ses paroles sont écoutées avec respect et attention. Il jouit d’une plus grande liberté, mais son ordination épiscopale n’est pas reconnue par le gouvernement. 
En mai 1986, il est fait doctorat honoris causa de la faculté de droit de l’université Notre-Dame aux États-Unis, qui reconnaît en lui « un véritable exemple de courage chrétien dans la défense des droits de l'homme ».

### Après la chute du communisme
Après la chute du régime communiste - et 39 ans après avoir été consacré évêque - Korec reçoit finalement un diocèse : il est nommé évêque de Nitra le 6 février 1990, une charge qu’il occupe jusqu'à l'âge de 81 ans, donnant sa démission le 9 juin 2005.

### Cardinal
Il est créé cardinal par le pape Jean-Paul II lors du consistoire du 28 juin 1991 avec le titre de cardinal-prêtre de Santi Fabiano e Venanzio a Villa Fiorelli.
Il perd sa qualité d'électeur le jour de ses 80 ans le 22 janvier 2004, c'est pourquoi il ne peut pas participer aux votes des conclaves de 2005 (élection de Benoît XVI) et de 2013 (élection de François).
Il meurt le 24 octobre 2015 à l'âge de 91 ans.